# Max Décugis

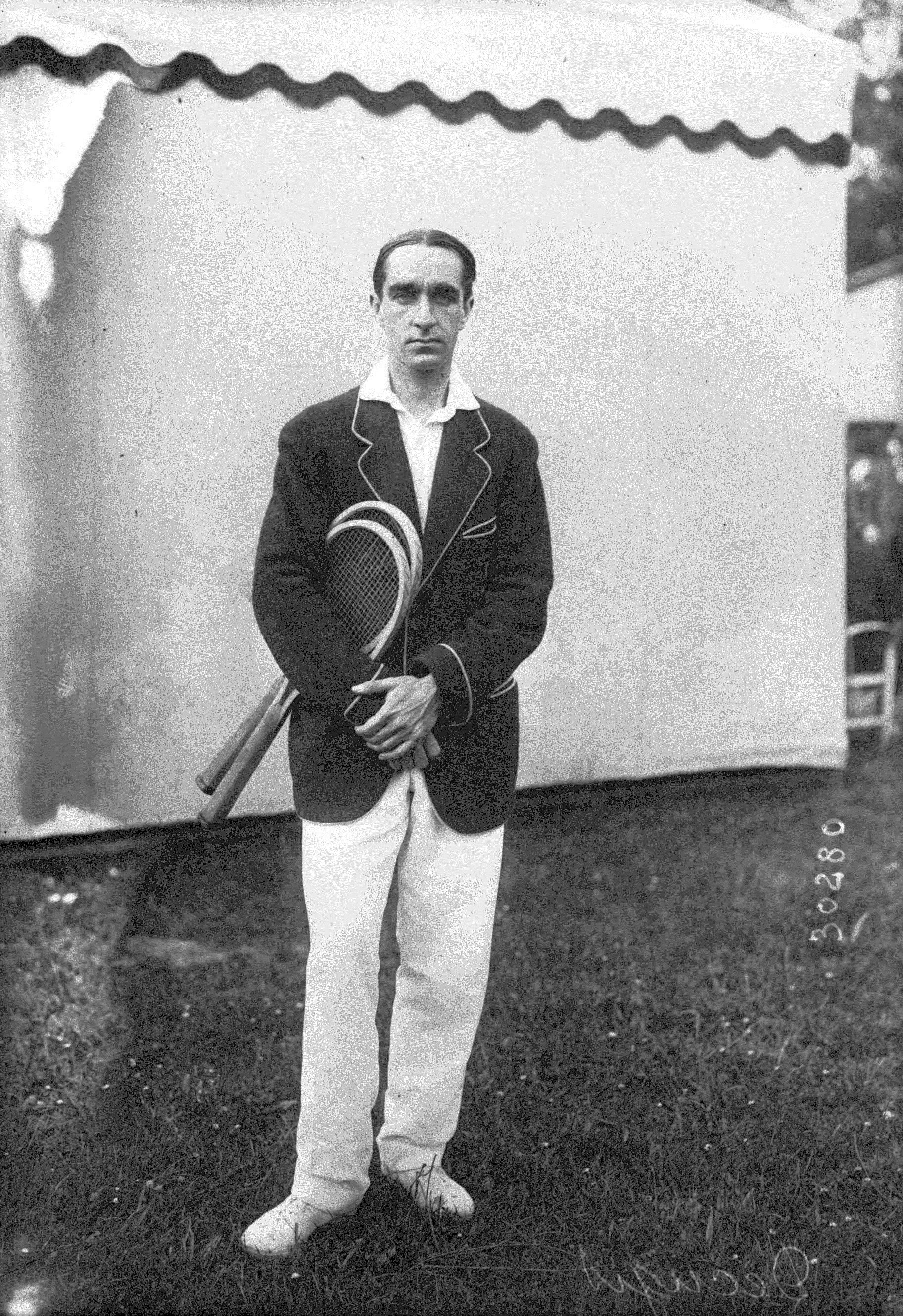
Max Décugis 1913.

Maxime Omer "Max" Décugis, född 24 september 1882, Paris, Frankrike, död 6 september 1978, var en fransk högerhänt tennisspelare. Max Decugis är känd som den främste av de fåtal europeiska icke-brittiska manliga tennisspelarna som nådde en spelstyrka i nivå med de vid tiden (1900-talets första årtionde) dominerande brittiska tennisspelarna bröderna Doherty.

## Tenniskarriären
Redan som 15-åring, 1897, vann Decugis en dubbelturnering tillsammans med Wimbledonmästaren, irländaren Harold Mahony. 
År 1903 vann Decugis sin första singeltitel på grusbanorna vid anläggningen Ile de Puteaux i Paris där de slutna Franska tennismästerskapen (innebar att tävlingarna var öppna i princip enbart för fransmän, se Franska öppna) spelades sedan 1891. Han vann titeln genom finalseger över André Vacherot. Totalt vann Decugis 1903 - 1914 singeltiteln i mästerskapen åtta gånger. Sista gången, 1914, finalbesegrade han landsmannen och volleyspecialisten Jean Samazeuilh.  Decugis vann dubbeltiteln i samma turnering 1902-14, och mixed dubbeltiteln 1904-06, 1908-09, 1914 och 1920.
Max Decugis vann dubbeltiteln i Wimbledonmästerskapen 1911 tillsammans med landsmannen André Gobert efter finalseger över britten Josiah Ritchie och nyzeeländaren Anthony Wilding (9-7, 5-7, 6-3, 2-6, 6-2).
En av de märkligaste turneringsmatcher som någonsin spelats var mellan Max Decugis och Anthony Wilding under en tävling i Bryssel. Wilding ledde med 2-0 i set och 5-0 i det tredje setet. Därtill hade Wilding egen serve som han ledde med 40-0, det vill säga att han hade tre matchbollar mot Decugis. Fantastiskt nog lyckades Decugis genom ett envetet attackspel vända matchen och slutligen stå som segrare efter fem set.
Max Décugis vann guld i OS 1920 i Antwerpen i mixed dubbel tillsammans med Suzanne Lenglen. I samma spel vann han brons i dubbel. I Paris-OS 1900 vann han silvermedaljen i dubbel.
Decugis representerade Frankrike i Davis Cup 1904-05, 1912-14 och 1919. Han spelade totalt 15 matcher av vilka han vann sex.

## Spelaren och personen
Max Decugis var en energisk och mycket talangfull tennisspelare som trivdes i tävlingssammanhang. Han har beskrivits som den första tennisspelaren från Frankrike som spelade "modern" tennis med bland annat serve och smash över huvudet. Decugis var en av de första amatörspelarna som utsattes för granskning beträffande sitt amatörstatus, i samband med att han med god förtjänst sålde flera av de priser han mottog i olika turneringar.
Efter avslutad tenniskarriär bosatte sig Decugis i Sydfrankrike och verkade länge som tennistränare.

## Grand Slam-titlar
- Franska tennismästerskapen
  - Singel - 1903, 1904, 1907, 1908, 1909, 1912, 1913, 1914 (slutna nationella mästerskap)
- Wimbledonmästerskapen
  - Dubbel - 1911